# Warren Shire
Warren Shire är en kommun i Australien. Den ligger i delstaten New South Wales, i den sydöstra delen av landet, omkring 430 kilometer nordväst om delstatshuvudstaden Sydney. Antalet invånare var 2 550 vid folkräkningen 2021.
Följande samhällen finns i Warren Shire:
- Nevertire
- Collie